# Grgo Gamulin
Grgo Gamulin (Jelsa, 21. kolovoza 1910. – Zagreb, 2. listopada 1997.) bio je hrvatski povjesničar umjetnosti i sveučilišni profesor, utemeljitelj hrvatske poslijeratne povijesti umjetnosti.

## Životopis
Kako je rano ostao bez majke, poslali su ga prvo rodbini na Brač, pa u Bosnu, u Drvar i Sarajevo gdje je pohađao gimnaziju, koju je završio u Splitu 1930. godine. Nakon tog studirao je povijest umjetnosti, arheologiju i francuski jezik u Zagrebu, koju je diplomirao 1935. Jednu školsku godinu (1938./39.) proveo je na specijalizaciju na Institut d’art et archéologie u Parizu. Doktorirao je 1950. u Zagrebu. Još za studija uključio se u društveni i politički život (časopisi; Književinik,  Ars 37, Pečat), i postao jedan od organizatora lijevog studentskog pokreta i član je Komunističke Partije Jugoslavije od 1934., vjerojato zbog tog nije mogao dobiti nikakav posao. 
Veći dio drugog svjetskog rata (1941. – 1945.) proveo je po ustaškim logorima Stara Gradiška, Jasenovac, Lepoglava. Pred kraj rata 17. travnja 1945., uspio je pobjeći iz vlaka kad su ga prebacivali iz Lepoglave u Jasenovac.
Nakon rata 1945. postaje načelnik Odjela za kulturu i umjetnost u Ministarstvu prosvjete Narodne Republike Hrvatske, a od 1947. povjerava mu se nova organizacija nastave na odsjeku Povijesti umjetnosti, Filozofskog fakulteta. Prvih godina, praktički vodi nastavu sam, ali ubrzo je stvorio nastavnički tim od mlađih studenata. Na fakultetu je ostao sve do prinudnog odlaska u mirovinu 1972., zbog istaknute uloge u Hrvatskom proljeću. Jedan je od osnivača Društva povjesničara umjetnosti Hrvatske, Instituta povijesti umjetnosti 1961. (zajedno s M. Prelogom) pokretač stručnih časopisa; Život umjetnosti, Peristil, i drugih. Gamulin je bio počasni član Accademie di Belle Arti i Ateneo Veneto u Veneciji.
Gamulin je prvi temeljito i znanstveno obradio Tizianov poliptih (i pripisao ga njemu, kasnije je to napravio i Rodolfo Pallucchini) iz dubrovačke katedrale i gotovo sve važnije oltarne pale iz Dubrovnika i okolice (uključujući Boku kotorsku i cijelu Dalmaciju). Atribuirao je oko pet stotina dotad pretežno anonimnih ili neklasificiranih slika, i na taj način obogatio hrvatsku kulturnu baštinu. Najviše su ga privlačili Paolo Veneziano i Palma Mlađi, koji su izravno utjecali na istočnu obalu Jadrana, i stil i manjih radionica.
Gamulin je čitavo vrijeme pisao kritike i eseje, prvih poratnih godina nastupao je kao uvjereni komunist, i žestoko je napadao sve one koji se nisu držali socijalističkoga realizma. (Motika) Iz tog razdoblja ostao je upamćen njegov kritički tekst upućen ljubiteljima građanskog slikarstva i ukusa «Uz idolatriju cézannizma», u kojem je iznio rezerve prema građanskoj, formalističkoj umjetnosti, ali je puno više napao domaće imitatore. Krajem 1960-ih počeo je pisati o potrebi reforme društva, demokratizacije partije, Sveučilišta, regionalizacije Jugoslavije, do artikuliranja hrvatskog nacionalnog programa. Ulazio je u žestoke polemike s urbanistima i planerima oko problema koliko veliki gradovi nam trebaju (po njemu Zagreb nije smio preći 500 000 stanovnika).
Po njegovim uspomenama na bijeg iz ustaškog vlaka snimljen je film 1967. Crne ptice (redatelj: Eduard Galić)

## Djela
- Juraj Plančić-Život i djelo, Matica Hrvatska, Zagreb 1953.
- Stari majstori u Jugoslaviji, Društvo povjesničara umjetnosti, Zagreb, 1961.
- Milan Konjović, Mala likovna enciklopedija, Zagreb 1965
- Arhitektura u regiji, Društvo povjesničara umjetnosti,Zagreb, 1967.
- Les Peintres Naifs: Ecole De Hlebine, Naprijed, 1976.
- Hrvatsko slikarstvo XX. stoljeća, Naprijed, Zagreb 1987.
- Ignjat Job, Galerija umjetnina, Bol, 1987.
- Slavko Šohaj, Globus, 1991.
- Hrvatsko kiparstvo XIX. i XX. stoljeća, Naprijed, 1999., ISBN 953-178-110-9
- Hrvatsko Slikarstvo Na Prijelazu iz XIX. u XX. stoljeće, Naprijed, ISBN 9531780382
- Itaka koja traje, Zagreb : Institut za povijest umjetnosti, 1999., ISBN IPU: 953-6106-27-2
- Josip Račić: Život i djelo,  Institut povijesti umjetnosti i Hrvatsko društvo povjesničara umjetnosti, Zagreb 2010.

## Vanjske poveznice
|  | Wikicitati imaju zbirke citata o temi Grgo Gamulin |

- Tonko Maroević: Grgi Gamulinu in memoriam (1910 – 1997) Rad. Inst. povij. umjet. 21/1997. (183–188)[neaktivna poveznica]
- Marka br: 770 Znameniti Hrvati - Grgo Gamulin, Hrvatska pošta d.d.  Arhivirana inačica izvorne stranice od 21. veljače 2011. (Wayback Machine)